# Tout est fatal
Tout est fatal (titre original : Everything's Eventual) est un recueil de nouvelles d'horreur écrites par Stephen King, publié aux États-Unis en 2002 et en France en 2003. Il est composé de quatorze nouvelles, dont l'ordre a été déterminé au hasard, avec des cartes à jouer, et qui ont toutes été publiées entre 1994 et 2001 dans divers magazines ou anthologies, voire sous forme de livre numérique pour Un tour sur le Bolid' ou de livre audio pour 1408 et Salle d'exécution. 
L'Homme au costume noir a reçu le prix World Fantasy de la meilleure nouvelle 1995 et le O. Henry Award en 1996. Déjeuner au Gotham Café a reçu le prix Bram Stoker de la meilleure nouvelle longue 1995.

## Contenu
- Salle d'autopsie quatre, 2003 ((en) Autopsy Room Four, 1997)
- L'Homme au costume noir, 2003 ((en) The Man in the Black Suit, 1994)
- Tout ce que vous aimez sera emporté, 2003 ((en) All That You Love Will Be Carried Away, 2001)
- La Mort de Jack Hamilton, 2003 ((en) The Death of Jack Hamilton, 2001)
- Salle d'exécution, 2003 ((en) In the Deathroom, 2000)
- Les Petites Sœurs d'Éluria, 1999 ((en) The Little Sisters of Eluria, 1998)
- Tout est fatal, 2000 ((en) Everything's Eventual, 1997)
- L.T. et sa théorie des A.F., 2003 ((en) L.T.'s Theory of Pets, 1997)
- Quand l'auto-virus met cap au nord, 1999 ((en) The Road Virus Heads North, 1999)
- Déjeuner au Gotham Café, 1998 ((en) Lunch at the Gotham Café, 1995)
- Cette impression qui n'a de nom qu'en français, 2003 ((en) That Feeling, You Can Only Say What It Is in French, 1998)
- 1408, 2003 ((en) 1408, 2000)
- Un tour sur le Bolid', 2000 ((en) Riding the Bullet, 2000)
- Petite Chansseuse, 2003 ((en) Luckey Quarter, 1995)

## Résumés

### Salle d'autopsie quatre
Howard Cottrell reprend conscience sur une table d'autopsie. Victime d'une paralysie totale, il cherche un moyen de faire comprendre aux docteurs qui s'apprêtent à l'autopsier qu'il est encore en vie.

### L'Homme au costume noir
Le jeune Gary, neuf ans, s'est endormi au bord de la rivière. Quand il se réveille, il trouve à ses côtés un homme en costume noir aux yeux effrayants et doté de griffes et de dents très pointues. Gary se rend compte que cet homme n'est autre que le Diable.

### Tout ce que vous aimez sera emporté
Un représentant de commerce, dont le hobby consiste à consigner sur un carnet des graffitis de toilettes publiques, s'apprête à se suicider dans une chambre de motel. 

### La Mort de Jack Hamilton
Un ancien complice de John Dillinger raconte une anecdote concernant Jack Hamilton, un autre ancien membre du gang.

### Salle d'exécution
Fletcher, un reporter américain, a été capturé et est interrogé par des membres d'un gouvernement d'un pays d'Amérique latine. Ceux-ci veulent des informations sur les rebelles communistes qu'il soutient alors que Fletcher met au point un plan désespéré pour sauver sa vie. 

### Les Petites Sœurs d'Éluria
Roland de Gilead, attaqué et rendu inconscient par des mutants dans le village d'Eluria, se réveille sous une tente d'hôpital. Un groupe d'infirmières tient cet hôpital mais Roland se rend compte que ce sont en réalité des vampires qui soignent leurs patients seulement pour pouvoir se nourrir d'eux une fois qu'ils ont récupéré. 

### Tout est fatal
Dinky Earnshaw possède un don qui lui permet de tuer des êtres vivants en dessinant des figures compliquées. Il est recruté par une mystérieuse entreprise qui le paye royalement pour assassiner, via l'envoi d'e-mails comportant ces figures, des personnes censées toutes être d'horribles criminels. Mais Dinky se rend compte que tel n'est pas le cas.

### L.T. et sa théorie des A.F.
L.T. raconte comment lui et sa femme se sont séparés à cause des deux animaux familiers qu'ils s'étaient mutuellement offerts.

### Quand l'auto-virus met cap au nord
Richard Kinnel, écrivain à succès, achète un étrange tableau nommé « Quand l'auto-virus met cap au nord ». Ce tableau est l'œuvre d'un artiste qui a brûlé toutes ses autres toiles avant de se suicider. Kinnel remarque que des détails du tableau commencent à changer.  

### Déjeuner au Gotham Café
Steve Davis a rendez-vous avec sa femme, avec qui il est en instance de divorce, et l'avocat de celle-ci au Gotham Café, restaurant chic de New York. Il remarque l'étrange comportement du maître d'hôtel qui, peu après, est atteint d'une crise de folie et s'en prend aux clients du restaurant.

### Cette impression qui n'a de nom qu'en français
Une femme mariée a des impressions de déjà-vu qui se répètent et se terminent par son mari en train de fondre alors que le couple fête ses 25 ans de mariage.

### 1408
Mike Enslin écrit des livres sur des lieux hantés. Pour son prochain livre, et malgré les avertissements du gérant de l'hôtel qui tente de l'en dissuader, il décide de passer une nuit dans la chambre 1408 de l'hôtel Dolphin de New York, censée être responsable de 42 morts violentes ou naturelles et fermée au public depuis 20 ans.

### Un tour sur le Bolid'
Alan Parker, un jeune étudiant à l'université du Maine, fait de l'auto-stop pour aller voir sa mère qui est à l'hôpital après avoir fait un malaise cardiaque. Après être passé devant la tombe d'un certain George Staub, il est pris en stop par ce même George Staub.

### Petite Chansseuse
Darlene est femme de ménage dans un hôtel et trouve, comme pourboire d'un client, une pièce de 25 cents censée porter chance. Jouant à une machine à sous avec, elle commence à gagner.

## Accueil et distinctions
Le recueil est resté onze semaines, dont deux semaines à la première place, sur la New York Times Best Seller list, y apparaissant directement à la première place le 7 avril 2002. Le Publishers Weekly le classe à la neuvième place des meilleures ventes de livres de fiction aux États-Unis en 2002.
En 2003, Tout est fatal a été nommé au prix Locus du meilleur recueil de nouvelles, terminant à la cinquième place, ainsi qu'au prix Bram Stoker du meilleur recueil de nouvelles et au prix British Fantasy. L'Homme au costume noir a remporté le O. Henry Award, récompensant la meilleure nouvelle américaine tous genres littéraires confondus, en 1996, ainsi que le prix World Fantasy de la meilleure nouvelle 1995. Déjeuner au Gotham Café a remporté le prix Bram Stoker de la meilleure nouvelle longue 1995. La nouvelle Tout est fatal a été nommée au prix Locus du meilleur roman court, terminant à la quatrième place, et au prix Bram Stoker  de la meilleure nouvelle longue 1997. Salle d'autopsie quatre a été nommé au prix Bram Stoker de la meilleure nouvelle courte 1998. Un tour sur le Bolid' a été nommé au prix Bram Stoker de la meilleure nouvelle longue 2000.

## Adaptations
- Un tour sur le Bolid' a été adapté au cinéma par Mick Garris en 2005 sous le titre Riding the Bullet.
- Quand l'auto-virus met cap au nord et Salle d'autopsie quatre ont toutes deux fait l'objet d'un épisode de la série Rêves et Cauchemars en 2006.
- 1408 a été adapté au cinéma en 2007 par Mikael Håfström sous le titre Chambre 1408.
- Tout est fatal a été adapté au cinéma en 2009 mais n'a été projeté que dans quelques festivals.